# John Lyly
John Lyly (Kent, 1553 o 1554 – Londra, 30 novembre 1606) è stato un drammaturgo britannico.

## Biografia
Studiò a Canterbury e ad Oxford, dove completò gli studi nel 1575, quando se ne attesta il suo coinvolgimento nella cerchia culturale dell'emergente John Florio. Esponente di spicco del teatro elisabettiano, creò uno stile detto eufuismo, poi ripreso da molti scrittori in epoca barocca.
Divenne celebre con Eufue o L'anatomia dello spirito del 1578, opera intrisa di satira nella prima parte e di apologetica nella seconda, e caratterizzata per la prosa numerosa, per la frequenza delle antitesi e allitterazioni, le interrogazioni retoriche, le similitudini.
Fu autore fra l'altro delle commedie Saffo e Faone e Galatea (commedia), considerata dalla critica la fonte principale del Sogno di una notte di mezza estate di William Shakespeare. L'influenza che Lyly ebbe sul Bardo è largamente riconosciuta, soprattutto per quanto riguarda le commedie.